# Seichamps
Seichamps település Franciaországban, Meurthe-et-Moselle megyében. Lakosainak száma 5155 fő (2022. január 1.). Seichamps Dommartin-sous-Amance, Essey-lès-Nancy, Laître-sous-Amance, Laneuvelotte és Pulnoy községekkel határos.

## Népesség
A település népessége az elmúlt években az alábbi módon változott:
| Lakosok száma | 2093 | 4651 | 5780 | 5185 | 4855 | 4809 | 4952 | 5069 | 5111 | 5155 |
|               | 1968 | 1982 | 1990 | 2006 | 2013 | 2015 | 2017 | 2019 | 2020 | 2022 |